# 本杰明·伯奇
本杰明·伯奇（英語：Benjamin Burge，1980年6月11日—），澳大利亚男子射击运动员。他曾代表澳大利亚参加2006年英联邦运动会射击比赛，获得一枚银牌和一枚铜牌。他也曾参加2008年夏季奥林匹克运动会。